# かくてるポニーテール
『かくてる♡ポニーテール』は、星里もちるによる日本の漫画作品。学園物ラブコメディ。1986年12月から1987年2月まで『週刊少年宝島』（JICC出版局、現在は宝島社）にて連載された。全11話。

## あらすじ
女子中学生の「広宮 彩子」は正義感が強く、不良に絡まれている赤の他人を助けるために、喧嘩により不良をボコボコにしてしまう。その場に居合わせた喧嘩の嫌いな彼氏にフラれてしまった彩子は、自分のポニーテールの髪を切り、ショートカットヘアにしてしまう。それを見ていた通りすがりの異星人「ジン」は、正義のスーパーレディ「レディテール」に変身できるユニットを彩子に渡す。
「レディテール」に変身する彩子だが、「レディテール」は変身後に自動的にポニーテールの髪型になってしまうため、「彼氏にフラれたポニーテールだった自分」を思い出したくない彩子は、「レディテール」になるのをやめてしまう。どうしても彩子に「レディテール」になってほしい「ジン」は、いろんな手を使い、さらに同級生の礼家雪絵や幼馴染の遠藤ゆたかを巻き込んで、彩子を「レディテール」に変身させようとする。

## 登場人物
広宮 彩子（ひろみや さいこ）
吉正（よしまさ）中学1年の女子学生。8月生まれの乙女座。好物はチーズケーキ。ジャッキーチェンのファン。クラスメイトであり幼馴染の「遠藤ゆたか」とは家が隣どうし。遠藤のことは「ゆたか」と呼ぶ。物語冒頭のみ髪型をポニーテールにしていたが、その後はショートカットヘアにしている。
不良に絡まれている他人を見ると、ケンカにより相手を倒し助けてしまうほど正義感が強い。数学が苦手であり、部屋でよく「ゆたか」に宿題や勉強を教えてもらっている。
彩子の母親は、限定販売の純米酒「彩つるべ」を販売する「広宮酒造」を、自宅の裏手の商店で営んでいる。
遠藤 ゆたか（えんどう ゆたか）
吉正中学1年の男子学生。彩子とは家が隣どうしの幼馴染でクラスメイト。彩子のことは「さい子」と呼び、好意を寄せているが、彩子は気が付いていない。
隣接しているふたりの家の2階建の屋根の間は、中央にロープが結ばれた梯子のようなもので連結されており、このロープにぶら下がり、ブランコのように位置エネルギーを利用することで、互いの2階の自分の部屋の窓から相手の部屋の窓に直接行き来ができるようになっている。
ジン・スキーダム
長髪でローブを纏い人間の青年男性のような姿をした異星人。「ジン・スキーダム」という名前は、彩子の家で限定販売している純米酒「彩つるべ」を購入時に台帳に記載した通称。（スキーダム(Schiedam)は、18世紀にジンを造る酒造業で繁栄したオランダの基礎自治体名。）
高い対衝撃力と運動能力を持つ「レディテール」に変身できるユニットを持っており、「レディテール」に相応しい正義感のある女性を探して地球に来ていた。変身ユニットは手のひらサイズの小型な物体で、ユニットを手にしながらキーワード「馬のしっぽ」を3回唱えると「レディテール」に変身できる。
いつも乗っている円盤型宇宙船は、半径2メートルほどの平面上の円盤の上にバーカウンターと宇宙船操作用のコンソール装置のようなものとイスがついている。（宇宙船で空を飛びながら地球の各地から入手したアルコール飲料をいつも飲んでいるため、礼家雪絵には、円盤型宇宙船のことを「フロートバー」と呼ばれている）
礼家 雪絵（れいか ゆきえ）
吉正中学1年の女子学生。学校ではお嬢様ぶっているが質素な家で暮らしており、彩子をライバル視している。彩子が「レディテール」になれるように異星人ジンに協力を要求され、彩子とのサッカーのPK勝負のために、変身後の顔を隠しつつレディテールに変身したこともある。
尾崎先輩（おざきせんぱい）
中学3年の男子学生。物語冒頭では彩子の彼氏だった。
花房 恵（はなぶさ けい）
鈴香女学院に通う中学1年の女子学生。1月生まれの山羊座。不良に絡まれていたところを彩子に助けてもらったため、彩子に憧れて好意を寄せている。

## 書誌情報
- 『かくてる♡ポニーテール』少年キャプテンコミックススペシャル版
徳間書店より1990年7月20日に発行、全1巻。261ページ、ISBN 4-19-830071-2
- 『かくてる♡ポニーテール カラー完全版』
「復刊ドットコム」より復刻版として 2014年12月17日に発行、全1巻。270ページ、ISBN 978-4-8354-5131-2
連載時の4色・2色のカラーページ68ページを完全収録。巻末にミニ漫画を描き下ろし収録。[1]